# Hemiboeckella
Hemiboeckella là một chi động vật giáp xác thuộc họ Centropagidae. Chi này có các loài sau :
- Hemiboeckella andersonae Bayly, 1974
- Hemiboeckella powellensis Bayly, 1979
- Hemiboeckella searli G. O. Sars, 1912